# راينو بوي كريس
قالب:للاستخدامات الأخرى

كريس غرين المعروف باسم كريس الوعل (ولد في 20 يوليو 1975)، هو عداء ماراثون وعالم بيئي. كسفير لمنظمة إنقاذ الوعل ‏، يمتلك عدة أرقام قياسية عالمية مرتبطة بجريه للماراثونات بهدف رفع الوعي بالمشاريع البيئية، وأحيانًا يرتدي زي وحيد القرن. اعتبارًا من أبريل 2025، أكمل غرين أكثر من 150 ماراثونًا ونصف ماراثون وماراثون سوبر لمسافات طويلة لأغراض بيئية.

## سيرة شخصية
ولد كريس غرين في كرايستشيرش في 20 يوليو 1975. وفي سن الخامسة، شارك في رحلة عائلية إلى كينيا حيث طور حبًا لوحيد القرن. وفي طفولته تعلم أن هذه الحيوانات مهددة وأنقذها من خلال مبادراته البيئية.

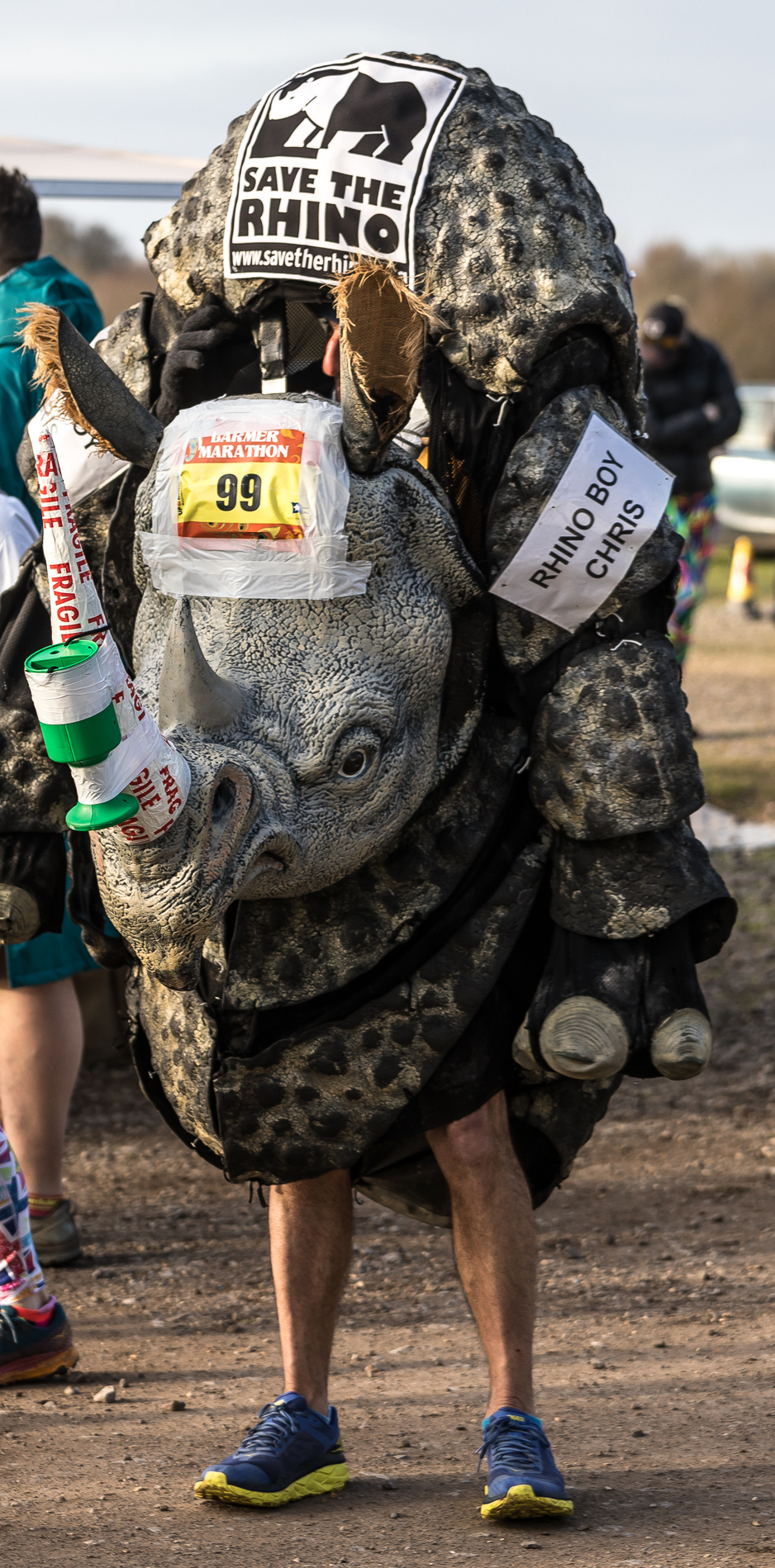
كريس غرين "كريس الوعل" بزي "سبايك" بعد ماراثون عام 2022.

في عام 2009، بدأ بالمشاركة في الماراثونات لرفع الوعي بحماية الوعل. في ذلك العام، امتلك "سبايك"، زي وحيد القرن المميز الذي يرتديه أثناء المنافسات لرفع الوعي كسفير لمنظمة إنقاذ الوعل ‏. وقد أكمل أكثر من 150 نصف ماراثون وماراثون وماراثون سوبر لمسافات طويلة. على مدى مسيرته الرياضية، حصل غرين على عدة مجلة غينيس للأرقام القياسية، منها "أسرع وقت ماراثون من قبل شخص يرتدي زي حيوان ثديي"، و"أسرع وقت ماراثون من قبل شخص يرتدي زي حيوان ثلاثي الأبعاد"، و"أسرع نصف ماراثون من قبل شخص يرتدي زي حيوان ثديي".
يشارك غرين في مبادرات رياضية أخرى لرفع الوعي، مثل الجري من لندن إلى أكسفورد في 24 ساعة، وماراثون سوبر لمسافة 50 ميلًا على طول نهر التايمز وتسلق كليمنجارو افتراضيًا بزي الوعل خلال إغلاق جائحة كوفيد-19.
خارج رياضة الجري، يعمل غرين كعامل نقل وكاتب للأطفال. في عام 2020، نشر كتاب "ماتومايني، أمل الوعل". ويحضر غرين بزي الوعل إلى المدارس البريطانية لرفع الوعي بالحفاظ على الطبيعة.
اعتبارًا من ماراثون لندن 2025، أكمل غرين 113 ماراثونًا بنفس الزي الذي يزن 10 كجم. وهو حامل السجل العالمي الحالي لأكبر عدد من الماراثونات المنجزة بزي ثلاثي الأبعاد. قالب:حتى، جمع غرين 37,120 جنيه إسترليني لصالح منظمة إنقاذ الوعل.

## السجلات
- ماراثون لندن 2019، أسرع ماراثون بزي حيوان ثلاثي الأبعاد (ذكر)، 4:32:26
- ماراثون لندن 2021، أسرع ماراثون بزي حيوان ثديي (ذكر) 4:06:35[11]
- ماراثون نورث الكبير، أسرع نصف ماراثون بزي حيوان ثديي 1:50:05[7] (السجل مكسور في 2023)
- ماراثون لندن 2025، أكثر الماراثونات المنجزة بزي ثلاثي الأبعاد نفسه (ذكر) (113)[1][14]

## منشورات
- 2020 ماتومايني، أمل الوعل. (ردمك 978-1838750091)

## روابط خارجية
- 100 سباق بزي الوعل: ماراثون لندن. BBC Sounds

قالب:بيانات تحكم